# Inger Jacobsen
Inger Jacobsen (Oslo, 13 de octubre de 1923-Oslo, 21 de julio de 1996), fue una cantante y actriz noruega, conocida internacionalmente por su participación en el Festival de la Canción de Eurovisión 1962.

## Carrera
Jacobsen hizo sus primeras grabaciones durante la Segunda Guerra Mundial convirtiéndose en una conocida cantante y actriz en el periodo de posguerra, apareciendo a menudo en radio y televisión, y en películas y producciones teatrales, hasta poco antes de su muerte. Desde 1976 fue miembro del teatro ambulante Riksteateret. Su mayor éxito fue «Frøken Johansen og jeg», con el que logró encabezar las listas noruegas en 1960.

## Festival de Eurovisión
En 1962, Jacobsen participó en el Melodi Grand Prix (selección noruega para el Festival de Eurovisión), siendo elegida para representar al país en el Festival de la Canción de Eurovisión 1962 con la canción «Kom sol, kom regn» («Venga sol, venga lluvia»). El Festival se realizó en Luxemburgo el 18 de marzo, donde «Kom sol, kom regn» acabó en la décima posición de un total de 16 países, con solo dos votos, ambos del jurado francés.
Jacobsen intentó sin éxito volver a Eurovisión, pero no logró ganar el Melodi Grand Prix. En 1964, quedó cuarta con «Hvor» («Dónde») y en 1971 con «India» finalizó en la última posición de entre 12 canciones.

## Fallecimiento
Jacobsen era conocida por reservar su intimidad. Murió a causa de cáncer el 21 de julio de 1996, a la edad de 72 años.